# Jeolla

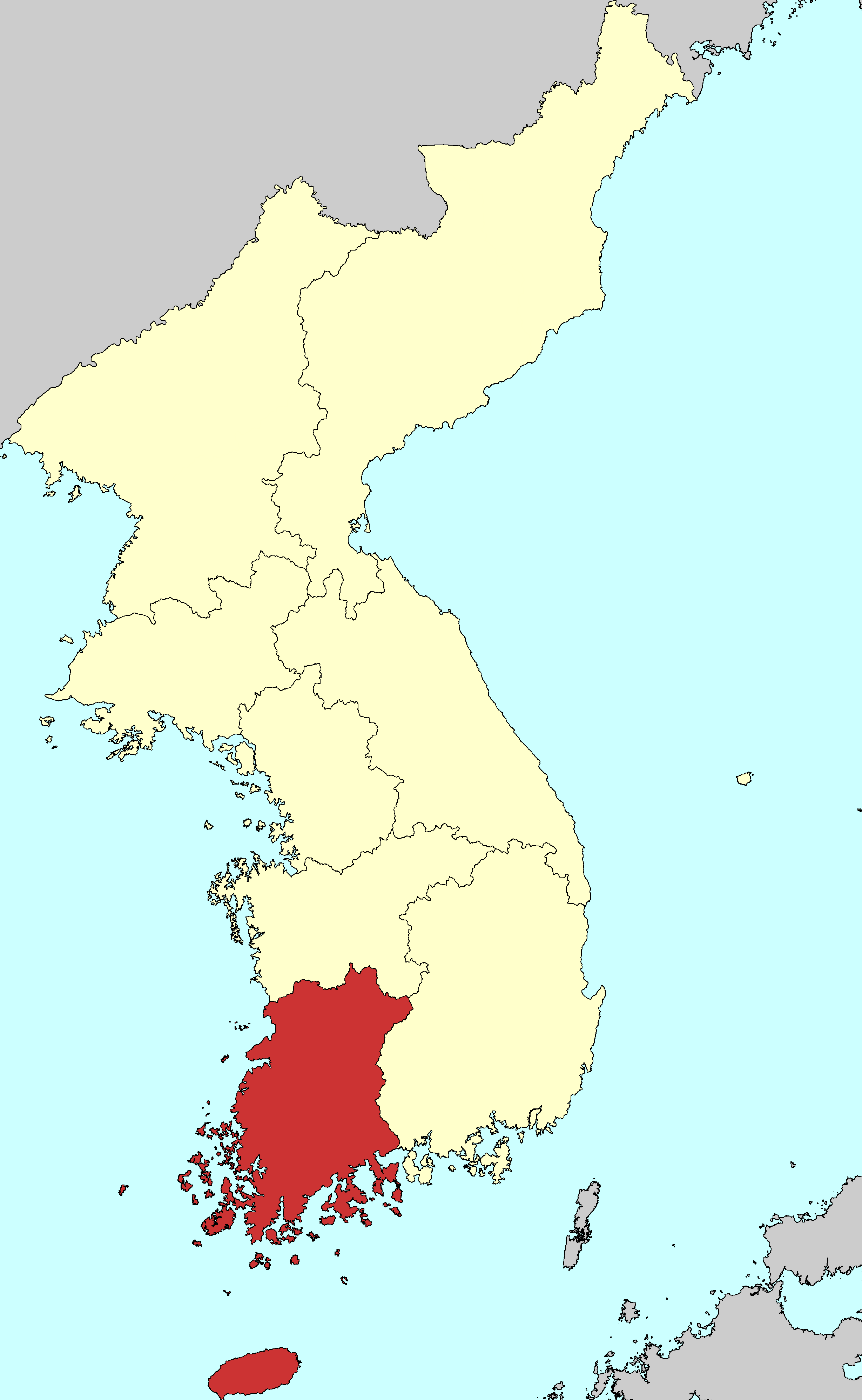
Cartes des 8 provinces de Corée, pendant la période Joseon.

La province du Jeolla  ou Cioala est l'une des plus anciennes parmi les huit provinces de Corée, durant la période Joseon. Elle était située au sud-ouest de la Corée et sa capitale était Jeonju.

## Partition de la province du Jeolla
En 1896, Jeonju et les districts nord de Namwon sont assemblés pour former la province du Jeolla du Nord. Les villes de Naju, Jeju et les districts sud du Namwon sont assemblés pour former la province du Jeolla du Sud.  Les Jeolla du Nord et du Sud font aujourd'hui partie de la Corée du Sud.